# Yanggönpa Gyeltshen Pel
| Tibetische Bezeichnung                                                       |
| ---------------------------------------------------------------------------- |
| Tibetische Schrift: ཡང་དགོན་པ་རྒྱལ་མཚན་དཔལ ; རྒྱལ་བ་ཡང་དགོན་པ                      |
| Wylie-Transliteration: yang dgon pa rgyal mtshan dpal; rgyal ba yang dgon pa |
| Chinesische Bezeichnung                                                      |
| Vereinfacht: 杨衮巴坚赞贝; 杰瓦•扬衮巴                                       |
| Pinyin:Yanggunba Jianzan Bei; Jiawa Yanggunba                                |

Yanggönpa Gyeltshen Pel (tib. yang dgon pa rgyal mtshan dpal; geb. 1213; gest. 1258 oder 1287) bzw. Gyelwa Yanggönpa (rgyal ba yang dgon pa) oder kurz: Yanggönpa (yang dgon pa) war ein Schüler von Götshangpa Gönpo Dorje (tib. rgod tshang pa mgon po rdo rje; geb. 1189; gest. 1258), des Gründers der als Oberen Drugpa-Tradition (tib. stod 'brug) bekannten Zweiges der Drugpa-Kagyü (brug pa bka' brgyud)-Schule.
Yanggönpa ist der Gründer der Yanggön-Kagyü-Schule (tib. Yang dgon Bka' brgyud pa), eines Zweiges der Oberen Drugpa-Tradition der Drugpa-Kagyü-Schule.
Einer seiner Schüler war Chenga Rinchendan (spyan snga rin chen ldan).
Gyelwa Götshangpa, Gyelwa Lorepa und Gyelwa Yanggönpa zählen zur Gruppe der sogenannten Drei Siegreichen ("Gyalwa Namsum").
Yanggönpas Gesammelte Werke (Gsung-'bum) erschienen in einer neueren Ausgabe in Thimphu 1976.

### Nachschlagewerke
- Dan Martin, Yael Bentor (Hg.): Tibetan Histories: A Bibliography of Tibetan-Language Historical Works (London, Serindia 1997), ISBN 0-906026-43-1 (Nr. 45) - (Addenda et Corrigenda)